# Stachyopsis marrubioides
Stachyopsis marrubioides là một loài thực vật có hoa trong họ Hoa môi. Loài này được (Regel) Ikonn.-Gal. miêu tả khoa học đầu tiên năm 1927.